# Pavel Kadeřábek
Pavel Kadeřábek (n. 25 aprilie 1992) este un jucător de fotbal ceh care joacă în prezent pentru TSG 1899 Hoffenheim și echipa națională de fotbal a Cehiei. El și-a reprezentat anterior țara la echipa națională sub 19 ani și a jucat pentru Cehia la Campionatul European de Fotbal sub 19 ani din 2011, jucând în toate cele cinci meciuri ale echipei sale.

## Cariera pe echipe
În august 2010, Kadeřábek a jucat primul meci pentru Sparta Praga în turul play-offul UEFA Champions League 2010-2011, intrând în minutul 61 împotriva lui MŠK Žilina.
În august 2011, după ce jucase numai pentru echipa a doua a Spartei din liga a doua, Kadeřábek a fost împrumutată la echipa de Primă Ligă a Cehiei Viktoria Žižkov.
La 17 iunie 2015, el s-a transferat la Hoffenheim în 1899 pe o perioadă de patru ani.

## Cariera la națională
Kadeřábek a jucat pentru prima dată la echipa națională sub 21 de ani a Cehiei înainte de meciul cu Olanda din august 2013. El a reprezentat Cehia U21 la Campionatul European sub 21 de ani al UEFA din 2015 și a marcat primul gol al turneului într-o înfrângere cu Danemarca, scor 1-2 la Eden Arena din Praga.
Kadeřábek și-a făcut debutul la națională pentru Cehia la 21 mai 2014 într-un meci amical cu Finlanda. El a marcat primul său gol pentru Cehia într-o victorie, scor 2-1 obținută în preliminariile UEFA Euro 2016 împotriva Islandei la 16 noiembrie 2014.
În iunie 2016, Kadeřábek a fost inclus în echipa antrenorului echipei Pavel Vrba, în vârstă de 23 de ani, în lotul final care a jucat la Campionatul European din 2016 din Franța.

## Viața personală
Kadeřábek a început o relație cu o fostă câștigătoare a Miss Cehia, Tereza Chlebovská, în 2014. Cuplul are o fiica, Ema născută pe 2 septembrie 2016. Cei doi s-au căsătorit în iunie 2017.